# Burgschleinitz-Kühnring
Burgschleinitz-Kühnring é um município da Áustria localizado no distrito de Horn, no estado de Baixa Áustria.

## Cidades vizinhas
| Rosenburg-Mold    | Meiseldorf       | Eggenburg           |
| Gars am Kamp      | Cidades vizinhas | Straning-Grafenberg |
| Schönberg am Kamp | Maissau          |                     |